# Bogenhausen
Bogenhausen is een stadsdeel (Duits: Stadtbezirk) van de Duitse stad München, deelstaat Beieren. 
Bogenhausen, gelegen in het noordoosten van de stad op de rechteroever van de Isar, wordt ook aangeduid als stadsdeel 13. De districtgrenzen zijn in het westen de rechteroever van de Isar, in het noorden en oosten de stadsgrens (met de aangrenzende gemeenten Unterföhring en Aschheim/Dornach) en in het zuiden de Prinzregentenstraße.
Bogenhausen was vroeger een dorpje buiten München. Het centrum van het gebied vormt nog steeds de oude dorpskerk, de Sint-Joriskerk. Eind 2018 woonden er in het 23,7 km² grote Bogenhausen 85.971 inwoners.
Binnen het stadsdeel liggen de wijken Bogenhausen, Oberföhring, Daglfing, Denning, Englschalking, Johanneskirchen, Zamdorf en Steinhausen.

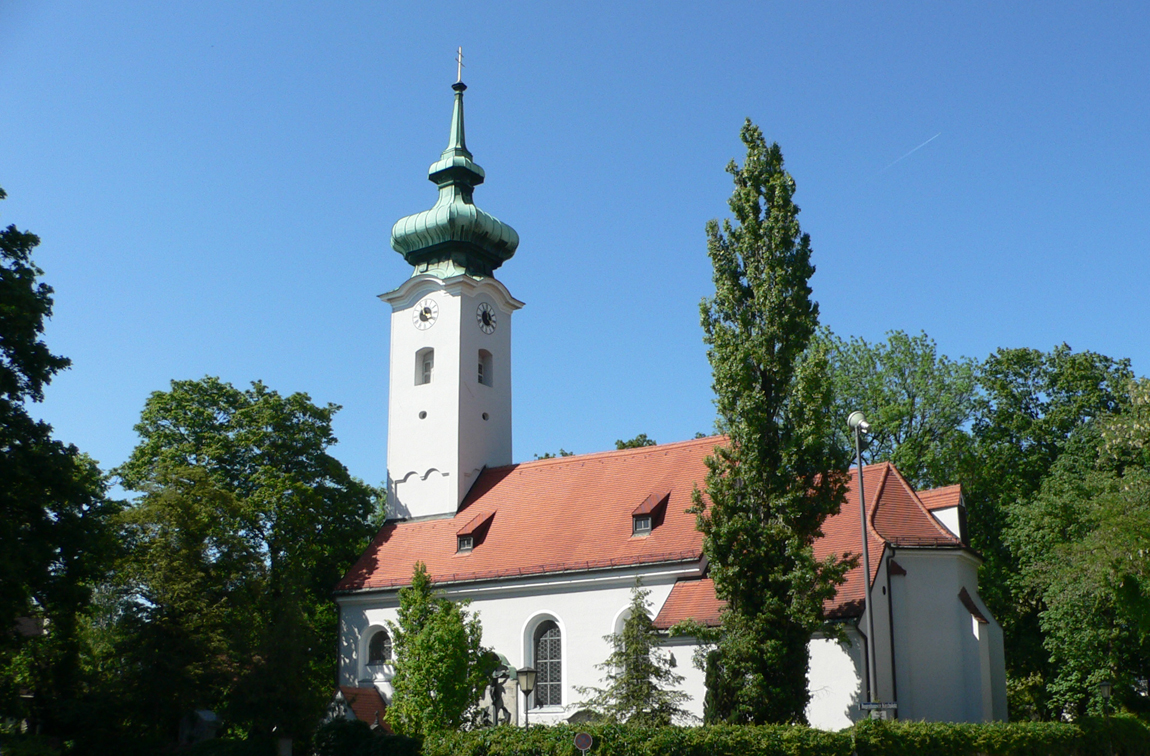
Kerk

Allach-Untermenzing · 
Altstadt-Lehel · 
Au-Haidhausen · 
Aubing-Lochhausen-Langwied · 
Berg am Laim · 
Bogenhausen · 
Feldmoching-Hasenbergl · 
Hadern · 
Laim · 
Ludwigsvorstadt-Isarvorstadt · 
Maxvorstadt · 
Milbertshofen-Am Hart · 
Moosach · 
Neuhausen-Nymphenburg · 
Obergiesing-Fasangarten · 
Pasing-Obermenzing · 
Ramersdorf-Perlach · 
Schwabing-Freimann · 
Schwabing-West · 
Schwanthalerhöhe · 
Sendling · 
Sendling-Westpark · 
Thalkirchen-Obersendling-Forstenried-Fürstenried-Solln · 
Trudering-Riem · 
Untergiesing-Harlaching